# Otto Schlag

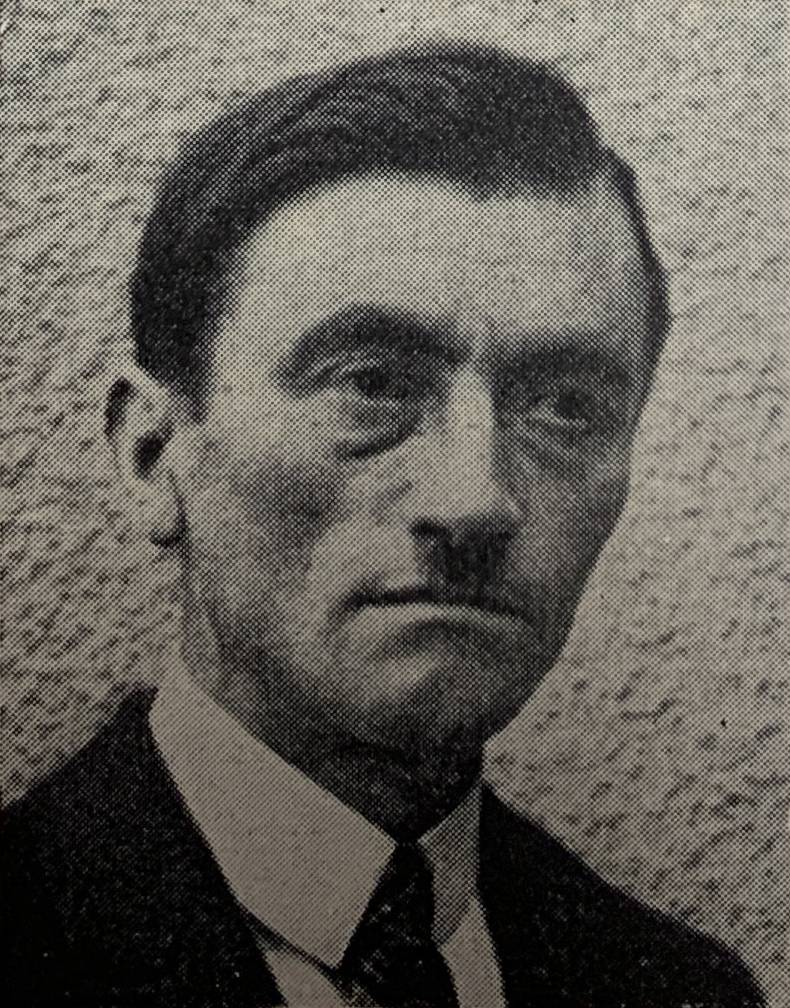
Schlag ca. 1928

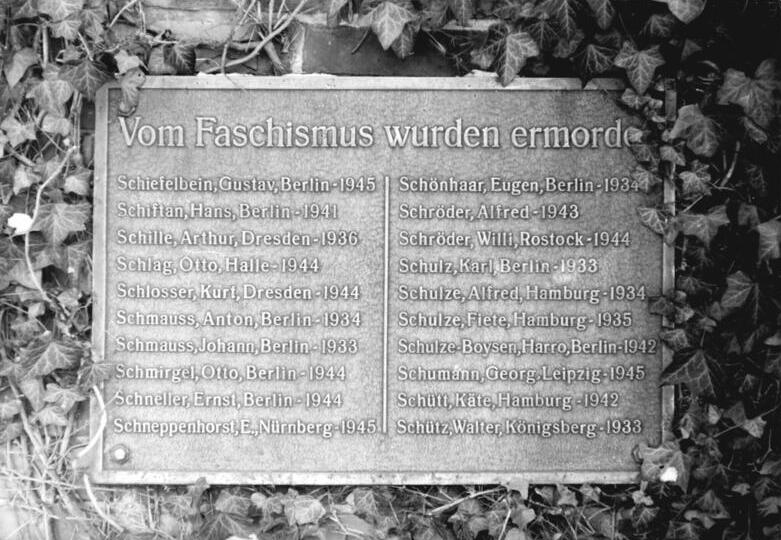
Gedenktafel für Otto Schlag und andere auf dem Friedhof der Sozialisten

Otto Schlag (* 5. Januar 1889 in Kraftsdorf; † 22. April 1944 in Halle (Saale)) war ein kommunistischer Politiker.

## Leben
Otto Schlag war von Beruf Bergmann und wurde während des Ersten Weltkriegs zur Kaiserlichen Marine eingezogen, wo er als Schiffsheizer auf der Regensburg diente. 1918 wurde er Mitglied der USPD. Im November 1918 nahm er am Aufstand der Kieler Matrosen teil. 1920 nahm er an bewaffneten Kämpfen teil zum Schutz der Weimarer Republik und der demokratischen Errungenschaften der Novemberrevolution.
Von 1920 bis 1928 war er Betriebsratsvorsitzender in der Brikettfabrik Bösau im Kreis Weißenfels. Von 1928 bis 1933 war er Mitglied des Preußischen Landtages. Er war als Funktionär der KPD im Bezirk Halle–Merseburg tätig, u. a. als Leiter der Revolutionären Gewerkschafts-Opposition (RGO) in Halle. Ab 1930 war er in der Bezirksleitung für Agit-Prop verantwortlich.
Nach der „Machtergreifung“ der Nationalsozialisten wurde er zur Fahndung ausgeschrieben und im April 1933 verhaftet. Zwischen 1933 und 1939 war er in den KZs Lichtenburg, Esterwegen und Sachsenhausen interniert und starb 1944 an den Folgen der Haft.
1936 wurde sein Sohn Walter Schlag (1914–1981) in Magdeburg wegen der Teilnahme am Widerstand gegen den Nationalsozialismus zu einer 14-jährigen Zuchthausstrafe verurteilt. Er war bis 1945 in Haft. Nach dem Krieg betätigte er sich zunächst in der KPD bzw. SED und war danach bei der Kasernierten Volkspolizei und schließlich bei der NVA, aus der er 1970 als Oberstleutnant ausschied.

## Ehrungen
Im Januar 1969 wurde in der Hallenser Lerchenfeldstraße 14, wo vor 1933 die KPD- und die KJVD-Bezirksleitungen untergebracht waren, eine Gedenkstätte gegründet, die den Namen Otto-Schlag-Haus erhielt. Heute gehört es zum Stadtmuseum.
In Hohenmölsen gibt es zu Ehren von Otto Schlag einen Reliefstein in der Sekundarschule Nord in der Werkstraße. Darüber hinaus gibt es in Hohenmölsen eine Otto-Schlag-Straße, ebenso in Weißenfels, Lauchhammer, Röblingen am See, Halle (Saale) und Zeitz.

## Darstellung Schlags in der bildenden Kunst der DDR
- Rolf Kiy (1926–1998): Bildnis Otto Schlag (Öl, 90 × 70 cm, 1968)[1]